# Kerstin Thiele
Kerstin Thiele (Riesa, 26 augustus 1986) is een Duits judoka, die haar vaderland vertegenwoordigde bij de Olympische Spelen in 2012 (Londen). Bij dat laatste toernooi won ze de zilveren medaille op woensdag 1 augustus 2012 in de klasse tot 70 kilogram. In de finale verloor Thiele van de Française Lucie Décosse, nadat ze in de kwartfinales te sterk was geweest voor de Nederlandse Edith Bosch. 

## Erelijst

### Olympische Spelen
- – 2012 Londen, Verenigd Koninkrijk (– 70 kg)

### Europese kampioenschappen
- – 2008 Lissabon, Portugal (– 70 kg)
- – 2009 Tbilisi, Georgië (– 70 kg)